# Tom Thabane
Thomas Motsoahae ’Tom’ Thabane (Maseru, 1939. május 28. –) lesothói politikus, Lesotho miniszterelnöke két alkalommal (2012–2015, 2017-től).

## Élete
Az afrikai brit koronagyarmat, Basutoföld fővárosában, Maseruban született 1939-ben. Iskoláit helyben végezte, majd pedig diplomát is szerzett politikatudományból és angol nyelvből. Tanulmányai végeztével kormánytisztviselőként helyezkedett el, s különböző kormányzati tárcáknál dolgozott egészségügyi, tájékoztatási, külügyi és két alkalommal belügyi szakterületen. Munkát vállalt az 1986-ban puccsal hatalomra jutott katonai rezsimben is, mint a Miniszterek Tanácsának titkára (1986-1990), de volt külügyminiszter, valamint tájékoztatási miniszter is (1990-1991). Abban is kulcsszerepet játszott, hogy a hadsereg lemondjon a hatalomról, és 1993-ban demokratikus választást tartsanak.
2006-ban saját pártot alapított Minden Basuto Szövetsége (ABC) néven, s a 2012-es választás után megalakította első koalíciós kormányát. 2014. augusztus 30-án Tlali Kamolit, a fegyveres erők parancsnokának vezetésével államcsínyt hatott végre, s Thabane még aznap a szomszédos Pretoriába menekült, de nem sokra rá visszatért.
A három évvel későbbi szavazáson alulmaradt vetélytársával szemben, mire a Dél-afrikai Köztársaságba menekült, azzal az indokkal, hogy a hadsereg ismét át akarja venni a hatalmat, és az életére tör. Innen csak 2017-ben ért vissza hazájába, hogy részt vehessen az akkori kormányfő, Pakalitha Mosisili elleni bizalmatlansági szavazáson a maserui parlamentben. Még ugyanebben az évben új választást tartottak, amelyet ismét megnyert, és újrázhatott a kormányfői székben.
A beiktatási ünnepsége előtt kettő nappal a saját kocsijába agyonlőtték az akkori feleségét – három közös gyermekük anyját –, Lipolelo Thabanét. Két hónapra rá a maserui stadionban nőül vette barátnőjét. 2019 decemberében a rendőrség őt és második feleségét, Maesiah Thabanét vádolta meg a gyilkossággal, majd 2020 februárjának elején az asszony ellen – akit azzal gyanúsítottak, hogy nyolc bérgyilkost bízott meg Lipolelo meggyilkolásával – vádat is emeltek, de a bíróság óvadék ellenében szabadlábra helyezte.
Az őt ért vádak miatt saját pártja és a koalícióban lévő többi politikai erő is megvonta támogatását, és erőteljes nyomást gyakoroltak rá, hogy önként váljon meg tisztségétől. Thabane azonban mindvégig ellenállt, ami belpolitikai válsághoz vezetett, s miután kiderült, hogy már kellő parlamenti támogatottsága sincs az ország további irányításához, a kormánykoalíció is felbomlott. Áprilisban, a dél-afrikai diplomaták hathatós támogatásával megállapodás született „méltóságteljes visszavonulásának” biztosítására, melynek eredményeképpen május 18-án benyújtotta lemondását az uralkodónak, III. Letsie-nek, majd másnap bejelentette lemondását.